# República de Tule
La República de Tule o República Dule fue un efímero Estado indígena que se proclamó independiente de Panamá tras la revolución guna en 1925.

## Antecedentes
Los gunas mantuvieron cierta autonomía cuando Panamá formaba parte de Colombia. El 4 de junio de 1870, se creó la comarca Tulenega que abarcaba la actual comarca de Guna Yala y otros pueblos en Colombia. No obstante, con la separación de Panamá de Colombia en 1903, el nuevo gobierno panameño revocó la autonomía guna. Adicionalmente, las autoridades panameñas buscaban una forma de "occidentalizar" por la fuerza a los indígenas, sobre todo a las mujeres.
El 20 de abril de 1921, hubo una jornada de occidentalización de mujeres gunas por parte de la policía colonial (no indígenas), pero una mujer escapó y recibió la protección del líder indígena (sáhila), provocando una refriega entre indígenas y policías, que causó muertes en ambos bandos. La tensión entre los indígenas aumentó hacia enero de 1925, cuando las autoridades panameñas reconocían que se estaba fraguando un movimiento independentista con el apoyo de los estadounidenses Anne Coope y el explorador Richard Oglesby Marsh.

## Historia

### Proclamación
El 12 de febrero de 1925, se celebró en Ailigandí un congreso con jefes gunas y decidieron proclamar la República de Tule, fijándose los límites territoriales.
Posteriormente, el 21 de febrero se dio inicio a la revolución guna que duró hasta el 27 de febrero, en donde los indígenas atacaron varios puestos policiales coloniales, causando 27 muertos.

### Tratado de Porvenir
El 4 de marzo de 1925, los indígenas guna firmaron un acuerdo de paz con el gobierno panameño en presencia del ministro de EE. UU. John G. South. En virtud de dicho tratado, el gobierno central se comprometió a respetar las costumbres y a mantener con los gunas los mismos derechos que disfrutaba el resto de los ciudadanos del país. En contrapartida, los gunas deponían las armas, revocaban su declaración de independencia y se comprometían a respetar las leyes de Panamá.
En 1938 se creó la comarca de San Blas, que luego sería reorganizada por la Ley Orgánica 16 de 1953, como una comarca indígena estableciendo a los gunas como un pueblo.

## Bandera
Fue confeccionada por Waga Ebinkili (María Colman), nieta del cacique Simral Colman. La misma tenía un diseño rectangular con franjas. El centro era de color amarillo y con una figura sauvástica, con rotación levógira. Esta bandera, que tiene una gran similitud con la bandera de España y la esvástica nazi, se sigue utilizando hoy día en los territorios gunas.